# Морев, Леонид Алексеевич
Леони́д Алексе́евич Мо́рев (19 августа 1961, Задонск — 18 апреля 2020) — советский и российский историк-краевед, журналист, писатель. Член Липецкого областного краеведческого общества, член Комиссии по канонизации святых Липецкой епархии.
Автор книг (более 15) и статей по истории города Задонска, монастырей Задонска и Ельца, автор жизнеописания святителя Тихона Задонского и его сподвижников, участвовал в подготовке статей для «Православной энциклопедии». Также является автором книг, в основном документального характера. Также автор художественных повестей о жизни Митроши, сельского жителя, потерявшего свою семью, и стремящегося отомстить за гибель своих близких.

## Биография
Родился 19 августа 1961 года в одном из сёл близ Задонска. После школы поступил на исторический факультет ВГУ, который окончил в 1983 году.
В 1983—1985 годы работал научным сотрудником Государственного архива Новгородской области.
В 1985—2017 годы работал заведующим отделом и ответственным секретарём газеты «Задонская правда».
Член комиссии Липецкой епархии по канонизации святых (с 2003). Участвовал в выпуске монастырской газеты «Задонский благовест» и журнала «Задонский паломник».
Скончался 18 апреля 2020 года после продолжительной болезни.

## Публикации
книги
- Под перезвон колокольный… Задонск и Задонский Богородицкий монастырь. — Липецк, 1999. — 192 с.
  - Под перезвон колокольный…: Задонск и Задонский Богородицкий мужской монастырь. — Воронеж, 2004. — 216 с.
  - Под перезвон колокольный…: Задонск и Задонский Богородицкий мужской монастырь. — Воронеж: [Изд-во им. Е. А. Болховитинова], 2007.
- Светоч благодатный в Задонской обители просиявший: (Иллюстрир. очерк земной жизни святителя Тихона, епископа Воронежского, чудотворца Задонского с прил. акафиста). — Москва : Молодая гвардия, 2000. — 80 с. — ISBN 5-235-02427-3
- История Задонского мужского монастыря. — [Липецк] : Задон. Рождество-богородиц. муж. монастырь, 2003. — 107 с.
  - История Задонского мужского монастыря. — [Б. м.] : Задонский Рождество-Богородицкий мужской монастырь, 2010. — 160 с.
- «История Богородице-Тихоновского (Тюнинского) женского монастыря» (Задонск, 2003; 3-е издание: Задонск, 2005)
- Елецкий Знаменский женский монастырь на Каменной горе. — Задонск, 2007. — 88 с.
  - Елецкий Знаменский женский монастырь на Каменной горе. — Изд. 2-е уточненное и доп. — Елец: Елецкий Знаменский женский монастырь, 2017. — 124 с.
- «Храмы и монастыри Липецкой и Елецкой епархии. Задонский район» (Липецк, 2008; совместно с А. Ю. Клоковым и А. А. Найдёновым).
- Задонский патерик. Жизнеописание святых и подвижников благочестия. — Задонского Рождество-Богородицкого монастыря, 2009. — 385 с.
- Четыре века святой Задонской обители. — Липецк : Липецкая и Елецкая епархия : Липецкое областное краеведческое общество, 2010. — 363 с. (соавторы: А. Ю. Клоков, А. А. Найденов, Л. А. Морев, мон. Евфимия (Воронина))
- Святитель Тихон Задонский. Житие и акафист. — Задонск : Задонский Рождество-Богородицкий мужской монастырь, 2010. — 110 с.
- Блаженный Иоанн, Сезеновский затворник . — [Задонск, Липецкая обл.] : Задонский Рождество-Богородицкий мужской монастырь, 2010. — 88 с.
- Жизнеописание Блаженного старца Ивана Васильевича Васильева, почивающего в городе Липецке. — [Б. м.] : Задонский Рождество-Богородицкий мужской монастырь, 2011. — 95 с. — (Подвижники благочестия).
- Четыре века истории: город Задонск и Задонский Богородицкий монастырь. — Воронеж : Воронежская обл. тип., 2013. — 310 с. — ISBN 978-5-4420-0161-7

статьи
- Из пламени сожженного Ельца : В память о чудесном спасении: [Елецкая Аргамаченская икона Матери Божией] // Липецкая газета. — 2012. — № 73 (14 апреля).
- Закрытие Елецкого Знаменского женского монастыря // Записки Липецкого областного краеведческого общества. 2006. — Вып. 5. — С. 128—138.
- Димитрий (Григорьев) // Православная энциклопедия. — М., 2007. — Т. XV : Димитрий — Дополнения к „Актам Историческим“. — С. 79—80. — 39 000 экз. — ISBN 978-5-89572-026-4.
- Елецкий в честь иконы Божией Матери Знамение женский монастырь // Православная энциклопедия. — М., 2008. — Т. XVIII : Египет древний — Эфес. — С. 351—357. — 39 000 экз. — ISBN 978-5-89572-032-5. (соавторы: Игум. Митрофан (Шкурин), А. Ю. Клоков, А. А. Найдёнов, А. В. Новосельцев)
- Задонский тихоновский во имя Святой Троицы (Скорбященский) женский монастырь // Православная энциклопедия. — М., 2008. — Т. XIX : Ефесянам послание — Зверев. — С. 504—508. — 39 000 экз. — ISBN 978-5-89572-034-9. (соавторы: игумен Митрофан (Шкурин), А. Ю. Клоков, А. А. Найдёнов)
- Задонский Тихоновский в честь Преображения Господня женский монастырь // Православная энциклопедия. — М., 2008. — Т. XIX : Ефесянам послание — Зверев. — С. 508—512. — 39 000 экз. — ISBN 978-5-89572-034-9. (соавторы: игумен Митрофан (Шкурин), А. Ю. Клоков, А. А. Найдёнов)
- Задонский Тюнин (Тюнинский) Богородице-Тихоновский в честь иконы Божией Матери «Живоносный Источник» женский монастырь // Православная энциклопедия. — М., 2008. — Т. XIX : Ефесянам послание — Зверев. — С. 513—518. — 39 000 экз. — ISBN 978-5-89572-034-9. (соавторы: игумен Митрофан (Шкурин), А. Ю. Клоков, А. А. Найдёнов)
- Елецкий Знаменский женский монастырь и судьбы его насельниц в годы советской власти // Вестник церковной истории. 2008. — № 4 (12). — C. 154—162.
- Светильник в годы тьмы // Задонский Паломник. — 2009. — № 72. — С. 9—11.
- Игумен Самуил — настоятель Богородицкого монастыря и первый префект Воронежской семинарии // Из истории воронежского края. Выпуск 20. 2013. — С. 57-97.
- Раскопки Н. Н. Муравьевым-Карским курганов близ села Скорняково Задонского уезда Воронежской губернии: обстоятельства проведения и место в историческом контексте // Верхнедонской археологический сборник: сборник научных трудов. Вып. 6: Археология восточноевропейской лесостепи: поиски, находки, проблемы: сборник материалов межрегиональной научной конференции, посвященной 125-летию первых археологических раскопок под эгидой Императорской Археологической Комиссии в Липецком крае (бывшем Задонском уезде Воронежской губернии), прошедшей в г. Липецке 20-22 декабря 2013 года. — 2014. — C. 37—54.